# Dicranomyia alta
Dicranomyia alta är en tvåvingeart som beskrevs av De Meijere 1913. Dicranomyia alta ingår i släktet Dicranomyia och familjen småharkrankar. Inga underarter finns listade i Catalogue of Life.